# Recova de Buenos Aires
La Recova de Buenos Aires fue la primera galería comercial en la Ciudad de Buenos Aires, que dividió las plazas de la Victoria y de Armas o del Fuerte (plaza 25 de mayo a partir del 1810). Su construcción comenzó en 1802, y desde entonces y hasta su demolición en 1884 funciono como sitio de compra y venta, donde los vendedores alquilaban su puesto al Cabildo, y vendían la mercadería a los vecinos de la ciudad, entre estos venta de ropa, carne, leche, monturas, velas, objetos de bazar, etc.

## Propuestas iniciales
En 1774 fue planteada su construcción por el entonces gobernador interino de Buenos Aires, Juan José de Vértiz y Salcedo, con el fin de suplantar el improvisado mercado que se montaba diariamente sobre la Plaza del Fuerte, y que sirviese como sitio de venta de mercaderías y también para proteger a los comerciantes y a sus mercancías ante cambios climáticos. El lugar elegido para su emplazamiento fue el lado este de la plaza de la Victoria (mitad oeste de la actual plaza de Mayo), pero las obras se demoraron y, finalmente, se dejó de lado la empresa. 
Diez años más tarde, en 1784, en el Cabildo de Buenos Aires se vuelve a proponer la idea de una recova y hasta se llama a licitación para la construcción de la misma pero, a la asunción del virrey Loreto, la propuesta es descartada.
El 1 de septiembre de 1800, el vecino don Martín Diego de la Vega y Quiroga presenta un nuevo proyecto para la construcción, bajo planos del coronel de ingenieros don José García Martínez Cáceres. Hacia finales de año, por orden del Cabildo, se reúnen fondos para la construcción entre los vecinos cuyas propiedades eran linderas con la Plaza. 
En 1801, a poco de asumir, el virrey del Pino introduce algunas modificaciones y da su visto bueno a dos importantes proyectos civiles que comenzarán a realizarse en el siguiente año: La construcción del muelle sobre el Río de la Plata y la construcción de la Recova.

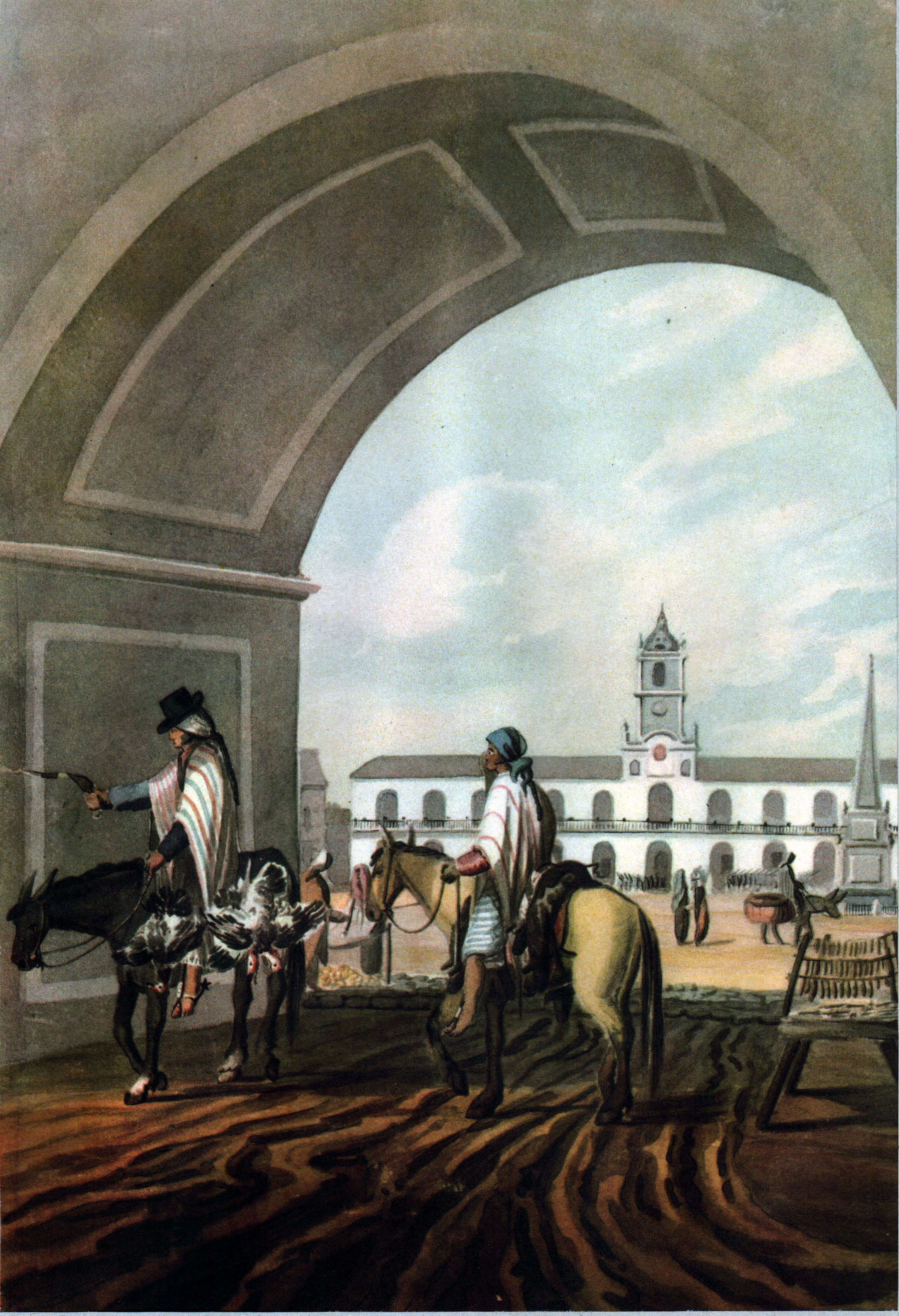
Emeric Essex Vidal, Vista del Cabildo desde la Recova Vieja (1817).

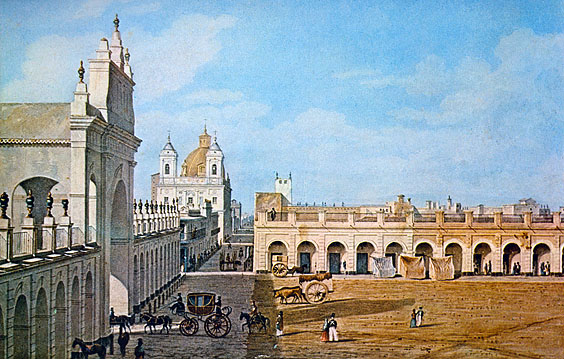
Vista lateral de la Recova, la actual calle Defensa y la Basílica de San Francisco.

## Construcción
En el 1802 se principió a abrir los cimientos para la recova. Bajo la dirección del maestro mayor Juan Bautista Segismundo, también constructor del convento de San Lorenzo, y según la traza de don Agustín Conde se construyeron dos alas de doble filas de cuartos que presentaban hacia el exterior once arcos de medio punto por lado. Como novedad para la época, la totalidad de los muros fue construida con ladrillos de molde.
A fines del 1803, habiendo tardado solo 9 meses en su construcción, se echó el bando donde manda vender la carne, verduras, frutas, etcétera, en la recova.
El año siguiente, en 1804, se construyó el gran arco (Arco de los Virreyes) que permitió unir las dos alas, completando así el proyecto original. Con el objeto de despejar la perspectiva, al año siguiente, se pasó a demoler la casilla de los Fieles Ejecutores.

## El edificio y sus habitantes
Fue un edificio simétrico de estilo Barroco y Renacentista que atravesaba la plaza. Este estaba compuesto por dos alas iguales, unidas con el arco central (Arco de los Virreyes), consistía en dos tiras de 40 locales. Los locales tenían su frente hacia ambos lados de la Recova, apuntando 20 al Cabildo y 20 al Fuerte. Quedaba así dividida la plaza. Esta construcción tenía 11 arcos en cada ala y techo con azotea accesible. El diseño de este gran ''pórtico'' era propio del Cabildo, y los alquileres (para ese entonces cada local rondaba de los $14 a $20) eran destinados a producir una renta para el funcionamiento de la administración municipal.
Los vendedores del mercado, en vez de sentirse rechazados por la implementación de esta Recova, pronto la sintieron como un elemento más del paisaje de la plaza y la usaron para proteger sus mercancías del viento, del sol y las lluvias. Todavía en 1821, el mayor peso residencial de la zona sur de la plaza y, por sobre todo, la mayor concurrencia de gente atraída por el mercado, hacían que se cotizasen más los cuartos de la Recova que quedaban al sur del arco principal y más aún los que miraban al Fuerte. 
Con el crecimiento de la ciudad tendieron a concentrarse en torno de las recovas, con cuyos pórticos entrantes, y el del Cabildo, se llegó a constituir un paseo habitual de las tardes de los vecinos.

## La privatización
Hacia 1840, mermado el erario público por el bloqueo francés, el gobierno saca a remate la Recova y es adquirida por los hermanos Manuel y Francisco Murrieta en la suma de cuatrocientos mil pesos. Antes de escriturar, en un episodio que se registra confuso, los Murrieta venden la propiedad a Tomás de Anchorena. Luego de la muerte de Anchorena y con el fin del bloqueo anglo-francés, la Recova va dejando de cumplir su función primordial de abasto de carnes, frutas y verduras para pasar a albergar en sus cuartos a tenderos y artesanos.

La doble fila de cuartos que forman la Recova vieja, constaba casi en su totalidad de tiendas de ropa hecha, generalmente de lo más ordinario: allí acudían preferentemente los marineros… Por aquellos años de Dios, comían todos los tenderos de la fonda. Los llevaban la comida en viandas de lata, y entre 2 y 3 de la tarde, (hora en que entonces se comía), no se podía pasar por la Recova porque el olor a viandas era insoportable y el tufo a comida que en verano salía de cada tienda de esas, volteaba como un escopetazo. Es imposible que los que por aquella época acostumbraban pasar por allí, hayan olvidado ese olor sui generis…
Wilde, op. cit.

## La demolición

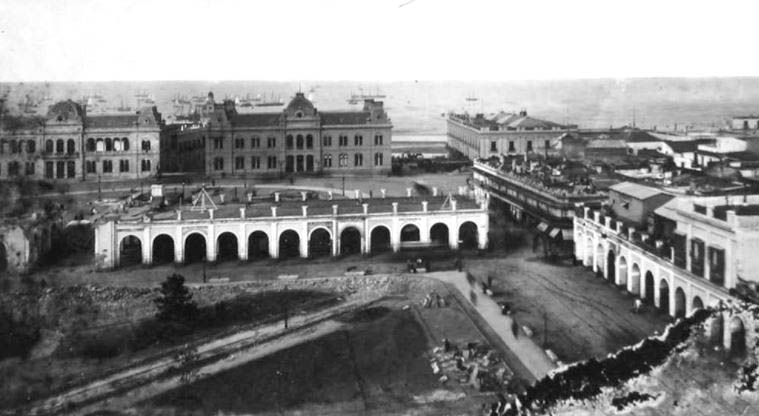
La fotografía muestra la recova con su arco central ya demolido, evento que ocurrió en agosto de 1883. Atrás, la Casa Rosada sin su arco central. (Foto: AGN)

La recova fijó la imagen como símbolo de Buenos Aires ante la mirada exterior. Fue éste el edificio más representativo de la administración tardo colonial que produjo la primera transformación del paisaje urbano: dividió en dos porciones simétricas la plaza mayor de la ciudad. 
En 1869 se presentó un proyecto proponiendo la expropiación de la Recova vieja para dar, con su demolición, mayor ensanche a la plaza de la Victoria, pero las finanzas maltrechas por los gastos de la guerra y el posterior brote de fiebre amarilla hicieron que el proyecto naufragase.
Durante su primer año de gestión como intendente de la ciudad federalizada, Torcuato de Alvear —en el contexto de una gran cantidad de obras destinadas a la sanidad y el embellecimiento urbano— decide la demolición de la Recova. 
El Intendente decide comenzar los trabajos de demolición sobre el arco central de la recova en agosto de 1883 ya que este pertenecía a la Municipalidad. El resto del edificio, que pertenecía a la familia Anchorena, entró en proceso de expropiación y fue demolida completamente en mayo de 1884.
Los trabajos de demolición del arco central comenzaron el 9 de agosto de 1883 y duraron 8 días. El resto del edificio comenzó a demolerse el 8 de mayo de 1884, apenas se solucionó el juicio de expropiación, y se lo terminó el 14 de ese mismo mes, continuando los trabajos varios días más para limpiar los escombros y empedrar el espacio que había ocupado.
Lo cierto es que demoler la recova representó todo un símbolo en cuanto a la transformación del corazón urbano y la finalización de la imagen de la ciudad colonial. Como apuntó significativamente la editorial de un diario: “...no es la Recova que cae, es toda la ciudad vieja”.- El Nacional, Buenos Aires, 16 de mayo de 1884. Con la desaparición de la recova, se fusionaron ambas plazas, resultando una unidad espacial de forma rectangular que se denominó “Plaza de Mayo” con un marcado acento ceremonial. Convirtiéndose en el centro simbólico del proceso de unificación nacional.